# Buda
Buda (în germană Ofen) a fost un oraș de sine stătător situat pe malul vestic al Dunării, în Regatul Ungariei. Timp de două secole, între 1361-1541, a fost chiar capitala acestuia. În 1873 a fost unit cu Pesta, ocazie cu care a luat ființă orașul Budapesta. 

## Întindere

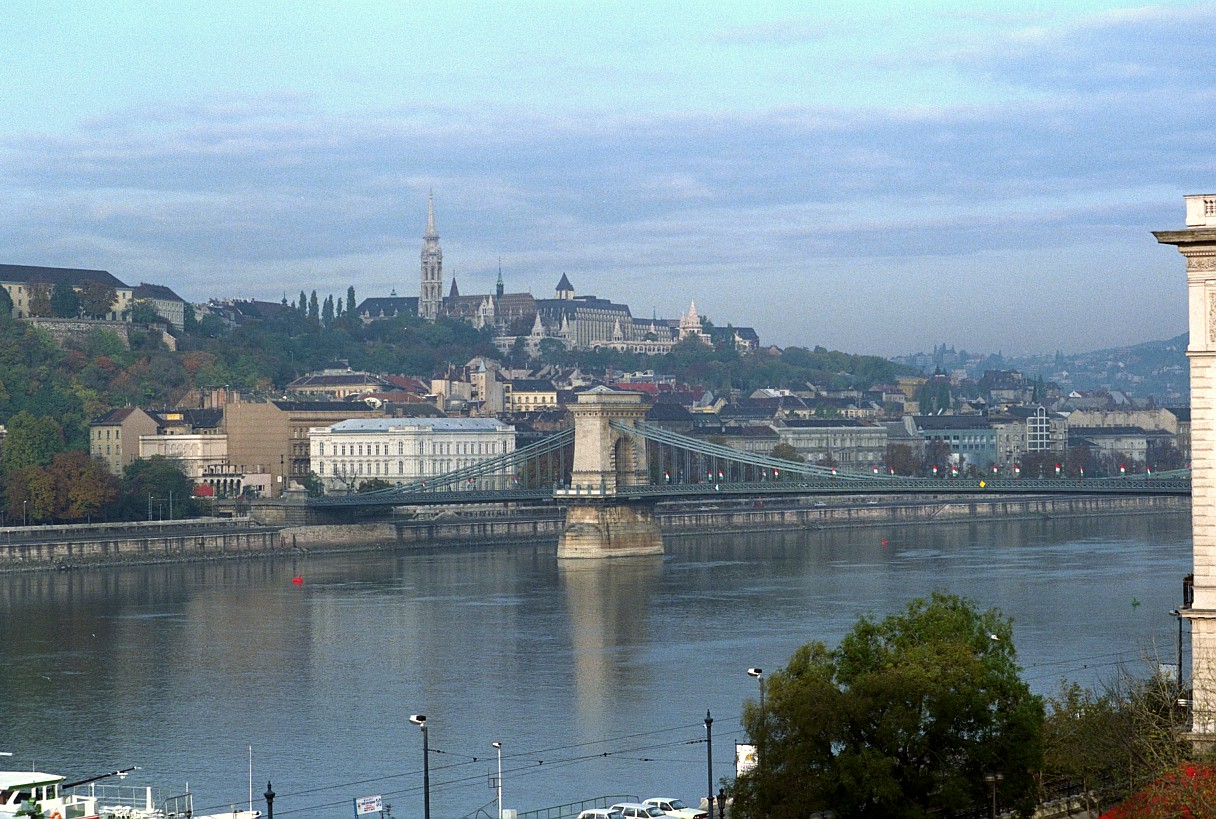
Cetatea Buda, văzută de pe malul opus al Dunării

Teritoriul orașului Buda, înainte de unificare, corespundea cu actualul sector I (în afara zonelor Pesthidegkút și Adyliget), cu sectorul II, sectorul III (în afara zonelor Újlak și Mátyáshegy), sectorul XI (în afara zonelor Albertfalva și Kelenvölgy) și sectorul XII (în afara zonei Budakeszierdő) din Budapesta.

## Demografie
Din evul mediu și până în secolul al XIX-lea populația orașului a fost alcătuită în principal din meșteșugari germani din Ungaria.
La recensământul din anul 1851 au fost înregistrați 27.939 locuitori, dintre care 64,9% germani.

## Originea numelui
Nordul Budei de azi, pe teritoriul părții Óbuda - sectorul III a Budapestei în antichitate era un oraș prosper din Roma antică, cu numele de Aquincum, primind numele de la apele sale balneoclimaterice (latină aqua = apă). Resursele din Evul Mediu pomenesc deja cu numele de Sicambria orașul din vremea Imperiului Roman.
În secolul al XIX-lea orașele Buda și Pesta au fost menționate ca Pest-Buda.

## Scurt istoric
- secolele I–V – Aquincum (Óbuda)

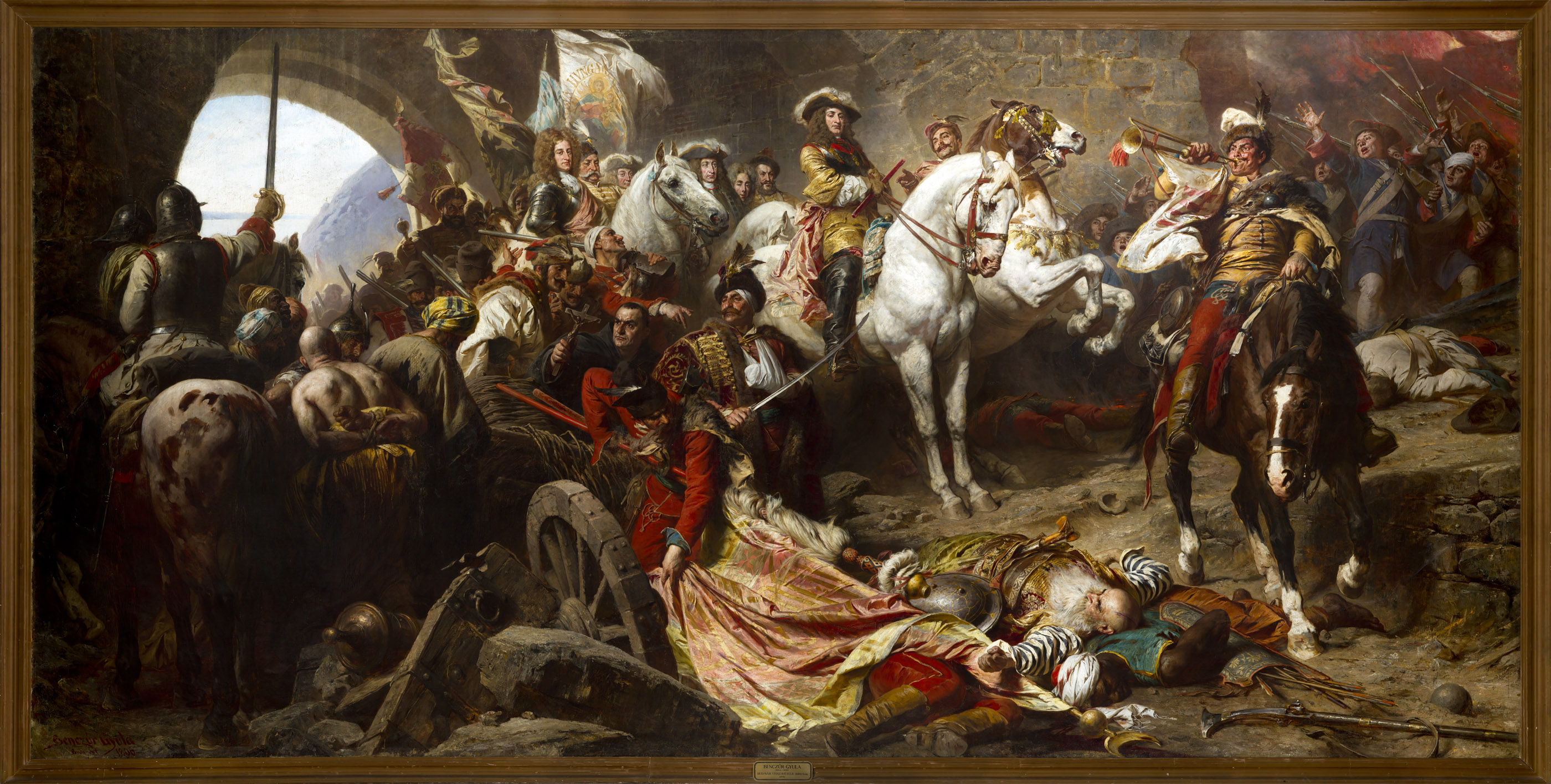
Gyula Benczúr: Bătălia de la cetatea Buda din 1686 (1896)

- secolul al XIII-lea – construirea cetății și a cartierului cetății Buda
- secolul al XV-lea – capitală regală
- 1541 – turcii ocupă Buda
- 1686 – se eliberează de sub ocuparea otomană